# Alfred von Rauch

General der Kavallerie Alfred Bonaventura von Rauch, um 1894

Alfred Bonaventura von Rauch (* 1. April 1824 in Potsdam; † 25. September 1900 in Berlin) war ein preußischer General der Kavallerie, Generaladjutant der Deutschen Kaiser und Präses der General-Ordens-Kommission. Er zählte zu den markanten Akteuren im deutschen Galopprennsport.

## Leben

### Herkunft
Alfred Bonaventura entstammte der preußischen Adelsfamilie Rauch. Er war der Sohn des preußischen Generalleutnants Friedrich Wilhelm von Rauch (1790–1850), Generaladjutant König Friedrich Wilhelms IV. von Preußen und preußischer Militärbevollmächtigter am Zarenhof in Sankt Petersburg, und dessen Ehefrau Laurette, geborene Reichsgräfin von Moltke. Sein Großvater war der Generalmajor Bonaventura von Rauch (1740–1814), sein Urgroßvater der General der Kavallerie Joachim Bernhard von Prittwitz und der preußische Kriegsminister Gustav von Rauch sein Onkel.
Rauch hatte zwei Brüder, die ebenfalls Kavallerieoffiziere wurden: den Generalleutnant Friedrich Wilhelm von Rauch, Kommandeur der 14. Kavallerie-Brigade, und den Oberst Egmont von Rauch, Kommandeur des Brandenburgischen Husaren-Regiments („Zietensche Husaren“) Nr. 3. Seine Schwester Elise Gräfin von Fersen, geborene von Rauch, diente der russischen Kaiserin Alexandra Fjodorowna als Hofdame, seine Schwester Blanka Freifrau Spiegel von und zu Peckelsheim, geborene von Rauch, der Prinzessin Marie von Preußen.

### Militärkarriere

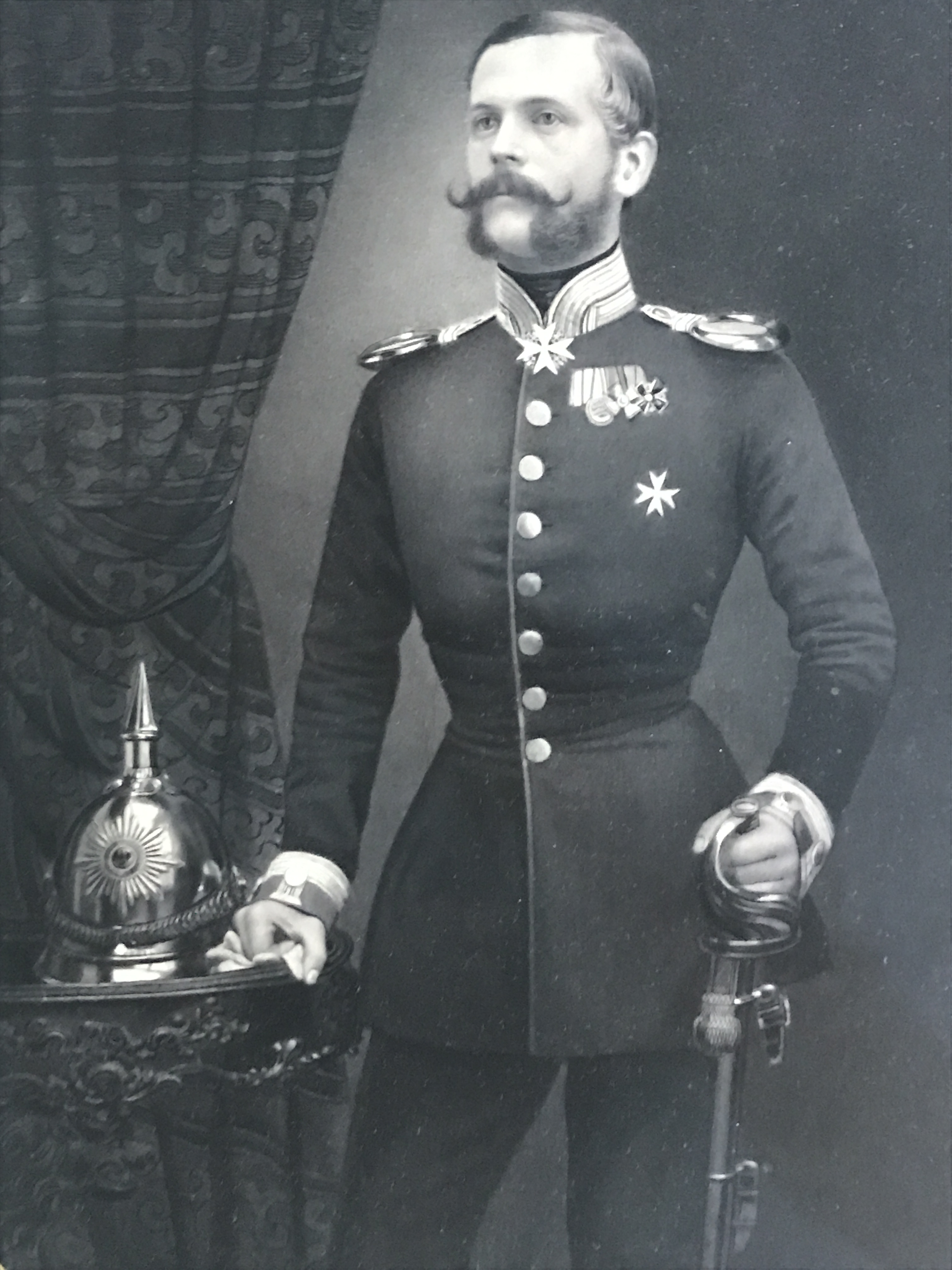
Alfred von Rauch als Rittmeister im Regiment der Gardes du Corps, Silbergelatineabzug, 1858

Rauch besuchte in seiner Jugend die Kadettenhäuser in Potsdam und Berlin. Nachdem er Leibpage König Friedrich Wilhelms IV. war, wurde am 9. August 1842 als Sekondeleutnant dem Regiment der Gardes du Corps der Preußischen Armee überwiesen. 1848 war er Ordonnanzoffizier von Prinz Albrecht von Preußen, des jüngsten Bruders von Friedrich Wilhelm IV., und anschließend bei General der Kavallerie Friedrich von Wrangel in gleicher Stellung. Von 1849 bis 1855 war er in Berlin als Adjutant unter Wrangel beim Oberkommando in den Marken und beim Generalkommando des III. Armee-Korps tätig. Bis 1855 avancierte Rauch zum Rittmeister und wurde 1856 Eskadronchef im Regiment der Gardes du Corps.
1858 berief ihn König Friedrich Wilhelm IV. als Flügeladjutanten an seinen Hof. Dort stieg Rauch 1859 zum Major und 1863 zum Oberstleutnant auf.
Während des Krieges gegen Dänemark nahm er 1864 im Hauptquartier Wrangels an der Beschießung von Fredericia und an der Erstürmung der Düppeler Schanzen teil.
In seiner Stellung als Flügeladjutant König Wilhelms belassen, wurde Rauch danach Kommandeur des Brandenburgischen Kürassier-Regiments (Kaiser Nicolaus I. von Rußland) Nr. 6 in Brandenburg an der Havel und folgte darin Oberst Wilhelm Herzog zu Mecklenburg nach. Rauch führte das Regiment 1866 im Krieg gegen Österreich, u. a. auch in der Schlacht bei Königgrätz.
Im Krieg gegen Frankreich kommandierte er 1870/71 als Generalmajor die in Schwerin stationierte 17. Großherzoglich Mecklenburgische Kavallerie-Brigade; ihr waren u. a. die beiden mecklenburgischen Dragoner-Regimenter Nr. 17 und Nr. 18 aus Ludwigslust bzw. Parchim unterstellt. Sein Divisionskommandeur schrieb über Rauch 1870: „Ein eleganter Offizier, von einnehmender Persönlichkeit, von Takt, Gewandtheit und Dienstkenntnissen. Die diesjährigen Übungen in der Brigade mit 3 Regimentern und 1 Batterie hat er mit Umsicht und Ruhe geleitet, ebenso sich befriedigend in der Führung bei den Divisionsmanövern gezeigt. Eignet sich zur Beförderung.“ Rauch blieb bis 1875 Kommandeur der Schweriner Kavallerie-Brigade; von 1903 bis 1906 kommandierte sie sein Sohn Friedrich.
1875 wurde Alfred von Rauch als Generalleutnant Inspekteur und Chef der Abteilung für das Remontewesen im Berliner Kriegsministerium. Am 23. August 1883 wurde Rauch mit dem Charakter als General der Kavallerie zur Disposition gestellt.
Am Neujahrstag 1884 ernannte Kaiser Wilhelm I. Rauch zu seinem Generaladjutanten und zugleich Mitte April zum Präses der General-Ordens-Kommission in Berlin. Am 9. Juni 1884 folgte unter Belassung in dieser Stellung seine Wiederanstellung im aktiven Heer. Auch unter den Nachfolgern Wilhelms I., unter Friedrich III. und Wilhelm II., wirkte Rauch als Generaladjutant, um zugleich weiterhin der General-Ordens-Kommission vorzustehen. Während Rauchs Amtszeit hatte die General-Ordens-Kommission ihren Sitz im Schadowhaus in der Berliner Schadowstraße 10/11.
Unter Verleihung der Brillanten zum Großkreuz des Roten Adlerordens wurde Rauch am 7. Juli 1894 von seiner Stellung entbunden und letztmals mit Pension zur Disposition gestellt.

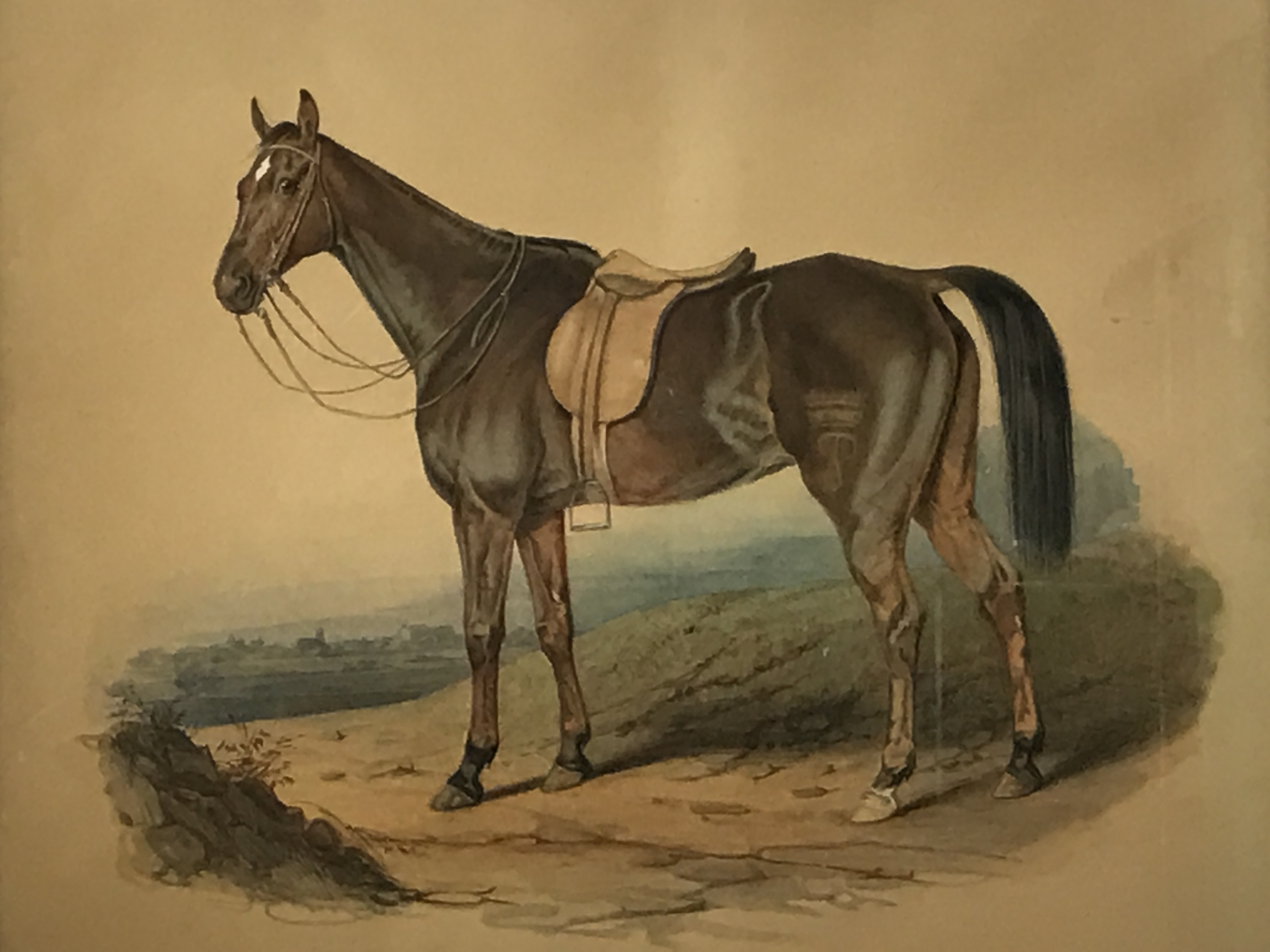
Hengst Bras de fer (Jahrgang 1837), Galopprennpferd von Alfred von Rauch mit Brandzeichen des Gräflich Plessenschen Gestüts Ivenack; unsignierte Skizze wohl von Theodor Schloepke, um 1842

### Galopprennsport
Alfred von Rauch zählte – wie auch sein Bruder Egmont – zu den markanten Akteuren des Galopprennsports, der in der zweiten Hälfte des 19. Jahrhunderts weiter aufblühte.
Zunächst ritt Rauch erfolgreich Galopprennen und wurde 1848 – zusammen mit seinem Vetter Leutnant Fedor von Rauch – Champion der Amateur-Rennreiter. Er konnte dabei auf Pferde aus der Vollblutzucht des Plessenschen Gestüts Ivenack in Mecklenburg zurückgreifen.
Unter dem Eindruck einer Offizier-Steeplechase im englischen Rugby zählte Alfred von Rauch 1862 zu den Mitgründern des traditionsreichen Großen Preußischen Armeejagdrennens in Karlshorst. Die Berliner Armee Steeplechase (auch die „Armee“ genannt) gewann rasch den Rang als Vorbild für die künftige Veranstaltung von Jagd- und Hindernisrennen im deutschen Galopprennsport und für den späteren Aufbau der Hindernisrennbahn Karlshorst. Auf Alfred von Rauchs Anregung geht auch das erste „Armee-Meeting zu Baden-Baden“ 1871 auf der Galopprennbahn Iffezheim zurück; es begründete dort eine lange Tradition der Hindernisrennen.
Rauch wurde 1879 Gründungsvorsitzender des Verbandes Deutscher Reiter- und Pferdezuchtvereine, der vor allem auch auf eine Initiative des späteren Generals der Kavallerie Maximilian von Versen ins Leben gerufenen wurde. Der Union-Klub, die Dachvereinigung für die Galopprennen im deutschen Kaiserreich, ernannte Alfred von Rauch zu seinem Ehrenmitglied.
Über den Galopprennsport hinaus wirkte Rauch seit 1883 als Vorsitzender des Deutschen Samaritervereins (Zweigverein Berlin).

### Grab auf dem Berliner Invalidenfriedhof

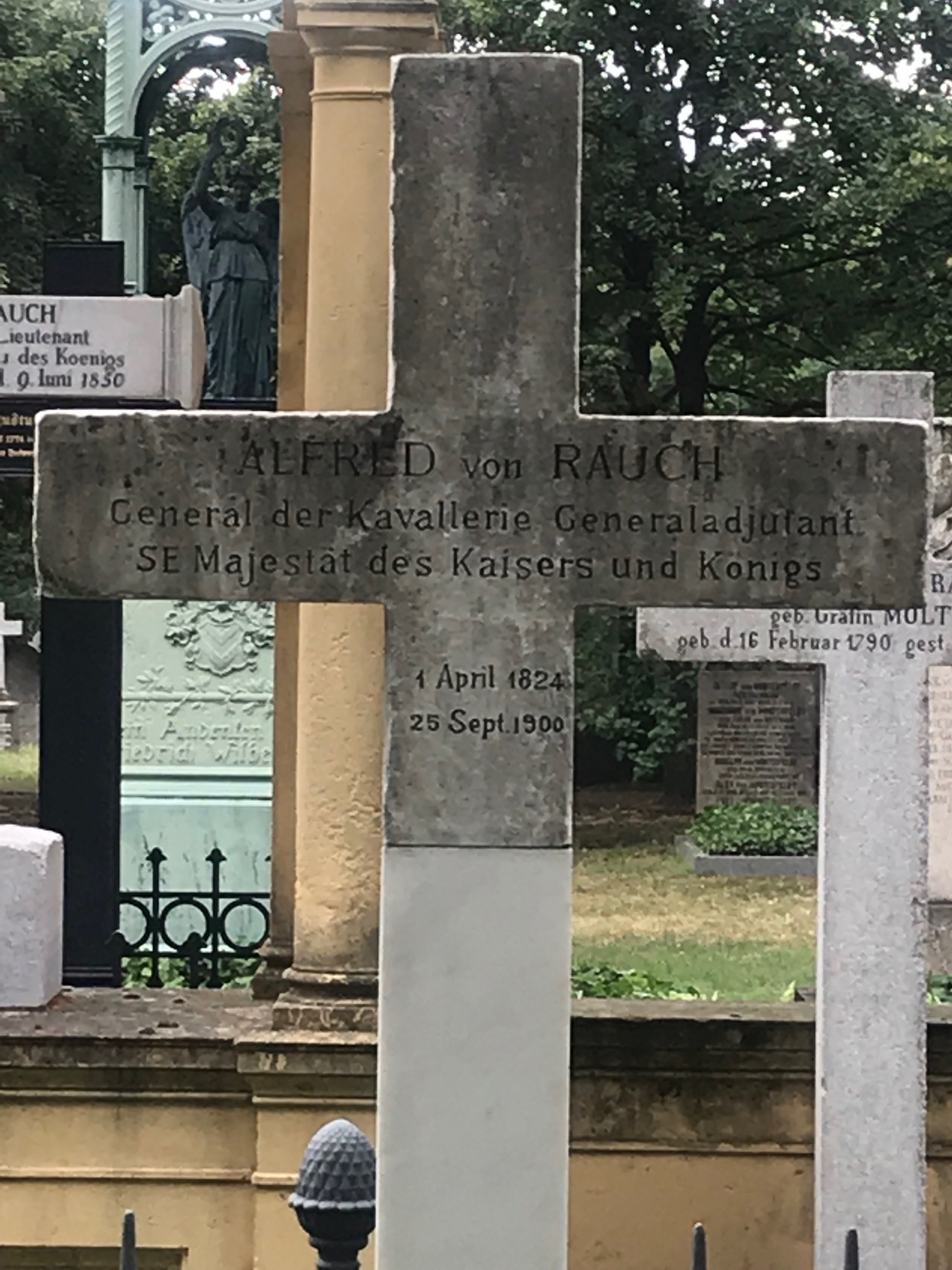
General der Kavallerie Alfred von Rauchs Grab auf dem Berliner Invalidenfriedhof (2019)

Rauch wurde 1900 in der Grablege seiner Familie auf dem Invalidenfriedhof in Berlin-Mitte neben seinen Eltern beigesetzt. Auch seine Ehefrau Elisabeth, sein Sohn Friedrich und seine Schwiegertochter Amélie fanden dort ihre letzte Ruhestätte.
Das Rauchsche Erbbegräbnis geht auf einen Entwurf des preußischen Hofarchitekten Friedrich August Stüler zurück, den König Friedrich Wilhelm IV. beauftragt hatte. Alle Gräber sind erhalten.
Die Familiengrabanlage, nur wenige Meter von der einstigen Berliner Mauer entfernt, konnte nach der deutschen Wiedervereinigung in den 1990er Jahren durch die Gartendenkmalpflege des Landesdenkmalamtes Berlin restauriert werden. Die Restaurierung förderten der Bund, die Stiftung Deutsche Klassenlotterie Berlin und der Förderverein Invalidenfriedhof e. V.

### Familie

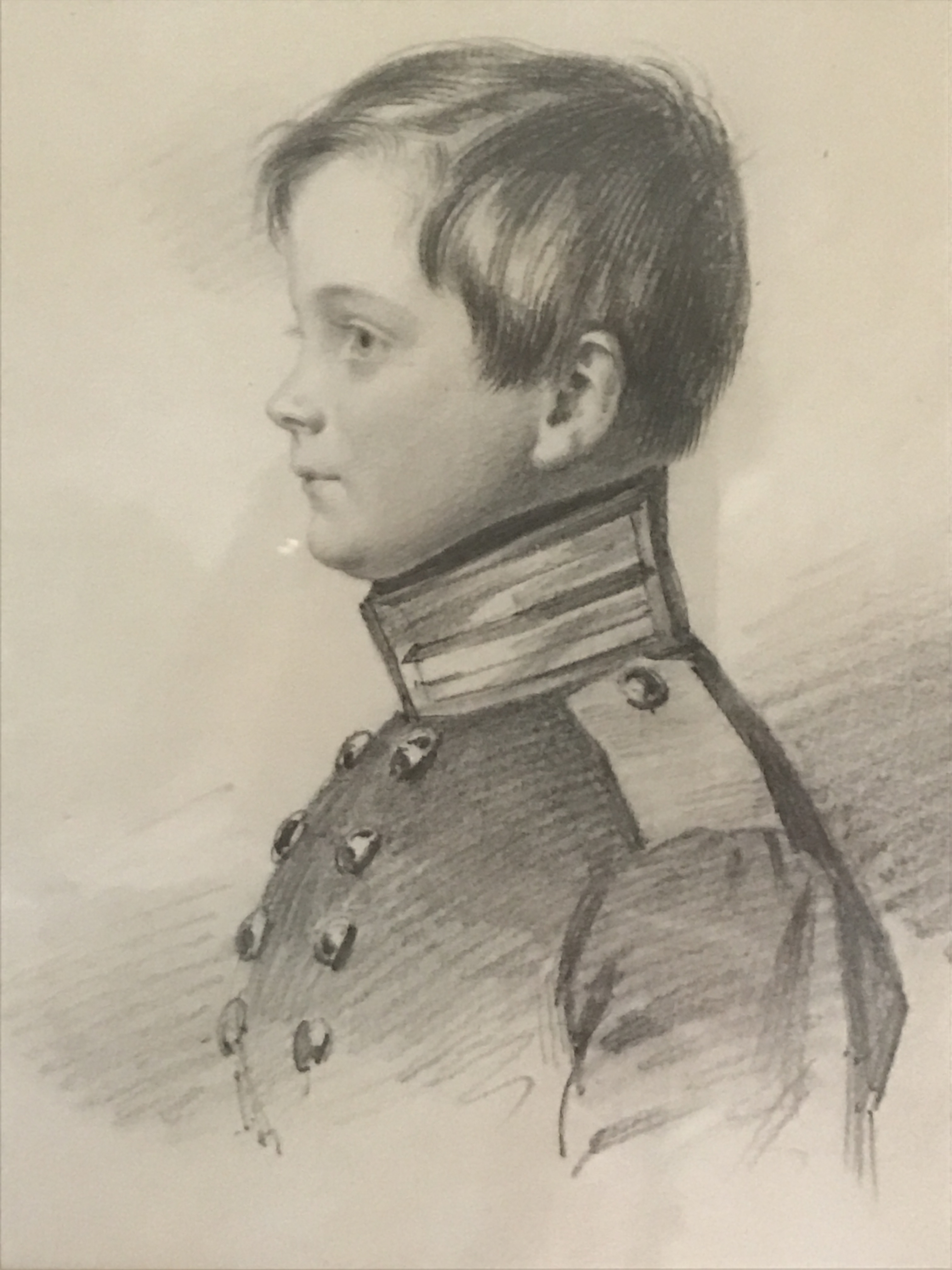
Alfred von Rauch als 11-jähriger Potsdamer Kadett, Zeichnung von Franz Krüger, 1835

Rauch hatte sich am 20. September 1851 in Potsdam mit Elisabeth Gräfin von Brühl (* 19. Oktober 1827 in Berlin; † 5. September 1901 in Berlin), von 1846 bis 1851 Hofdame von Königin Elisabeth Ludovika von Preußen, vermählt. Sie war die Tochter des Generalintendanten der königlichen Schauspiele und Museen in Berlin Karl Graf von Brühl (1772–1837), Besitzer von Schloss und Gut Seifersdorf sowie des Landschaftsgartens Seifersdorfer Tal  bei Dresden, und dessen Ehefrau Jenny, geborene von Pourtalès (1795–1884). Elisabeth Brühl war eine Urenkelin des sächsisch-polnischen Premierministers Heinrich Graf von Brühl (1700–1763).
Aus der Ehe gingen vier Kinder hervor:
- Elisabeth (1852–1853)
- Friedrich (Fritz) (1855–1935), General der Kavallerie und Vorstand des Invalidendank e. V.

I ⚭ Anna von Behr (1865–1896), Tochter des Mitglieds des Deutschen Reichstags, Präsidenten des Deutschen Fischerei-Vereins und Besitzer der Güter Schmoldow und Vargatz, Friedrich von Behr, und dessen Ehefrau Marie, geborene Homeyer; Anna wurde später Besitzerin von Schmoldow
II ⚭ Amélie von Bülow aus dem Hause Gudow (1868–1950), Hofdame der Großherzogin Marie von Mecklenburg-Schwerin, Tochter des lauenburgischen Erblandmarschalls und Besitzers von Gudow, Friedrich Gottlieb von Bülow, und dessen Ehefrau Amalie, geborene von Oertzen
- Gabriele (Ella) (1857–1914)
- Anna (Anni) (1863–1962), Hofdame der Herzogin Charlotte von Sachsen-Meiningen[9], Schriftführerin des Lyceum-Clubs Berlin[10], Mitarbeiterin bei Staatssekretär a. D. Richard von Kühlmann[11]

### Porträtierung und bildliche Dokumentation
Alfred von Rauch ist zwischen Kindheit und letzten Lebensjahren vielfach porträtiert worden.
- So hat ihn Franz Krüger 1835 als 11-jährigen Potsdamer Kadett gezeichnet.
- Eine frühe Fotografie von 1858 zeigt Rauch als königlichen Flügeladjutanten (Teil einer Porträtgalerie der Hofbeamten Friedrich Wilhelms IV.).

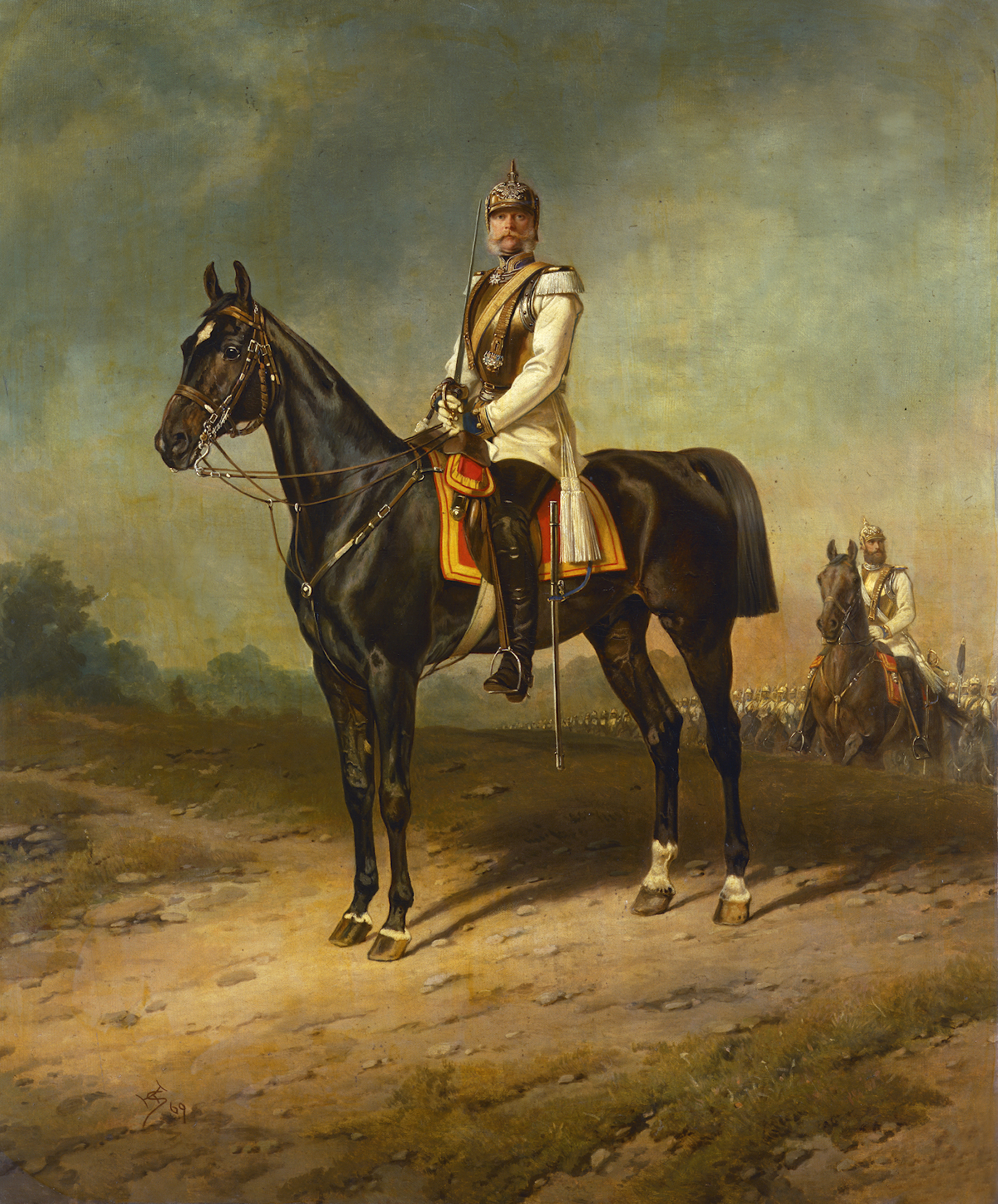
Alfred von Rauch als Oberst und Kommandeur des Kürassier-Regiments Nr. 6, Ölgemälde von Theodor Schloepke, 1869

- Das Reiterbildnis des Schweriner Hofmalers Theodor Schloepke aus dem Jahr 1869 porträtiert Rauch als Oberst und Kommandeur des Kürassier-Regiments Nr. 6. Es gehört zur Dauerausstellung des Staatlichen Museums Schwerin im Schweriner Schloss.
- Auf dem 1883 von Carl Suhrlandt vollendeten Monumentalgemälde Theodor Schloepkes vom „Einzug Großherzog Friedrich Franz′ II. von Mecklenburg-Schwerin an der Spitze des Schweriner Kontingents am 14. Juni 1871“ ist u. a. auch Rauch als Kommandeur der Schweriner 17. Kavallerie-Brigade dargestellt. Dieses Gemälde befindet sich ebenfalls in der Dauerausstellung des Staatlichen Museums Schwerin.
- Im linken Seitenrelief des Reiterstandbilds von Großherzog Friedrich Franz II. von Mecklenburg-Schwerin ist Rauch ebenfalls als Kommandeur der in Schwerin stationierten 17. Kavallerie-Brigade festgehalten. Das Reiterstandbild im Schweriner Schlossgarten hat Ludwig Brunow geschaffen.